# Tip 96
Tip 96 je kineski glavni borbeni tenk temeljen na tenku Tip 85-III. Tip 96 ušao je u uporabu kineskih oružanih snaga tijekom 1997. godine, a do 2005. godine proizvedeno je oko 1500 Tip 96 tenkova.

## Povijest
Prije razvoja Tip 96 tenka, kineski tenkovi bili su većinom kopije sovjetskih tenkova. Tako je prva takva kopija bila Tip 59, koji je razvijen na temelju zarobljenih sovjetskih T-55 tenkova. Kasnije su kopirani i drugi tenkovi koji u kineskoj izvedbi dobili istu prvu znamenku u nazivu kakvu ima i originalni sovjetski tenk. Ti tenkovi bili su puno lošiji od onih sovjetskih zbog loše kvalitete kineskog čelika, motora i streljiva.
Tip 96 je napravljen na temelju kineskog tenka Tip 85-III. Poboljšan mu je oklop, top, motor (koji sad ima veću izdržljivost i dugotrajnost) i cjelokupni sustav za upravljanje paljbom (SUP). Proizvodi se do 2005. godine kada ga je zamijenila modernizirana verzija Tip 96G. Na temelju tenka Tip 96 nastao je najmoderniji tenk kineske vojske Tip 99.

## Dizajn

### Vatrena moć
Glavno naoružanje čini 125 mm ruski 2A46M glatkocijevni top stabiliziran u dvije ravnine dužine cijevi 48 kalibra. Zbog ugradnje automatskog punjača topa broj članova posade je smanjen na 3, a broj ispaljenih granata se povećao na 6 do 8 granata u minuti. Tenk nosi 42 granate od kojih su 22 smještene u automatskom punjaču, a ostalih 20 u tijelu tenka. Tenk može i ispaljivati ruske 9M119 Refleks (NATO naziv: AT-11 Sniper) protuoklopne vođene rakete. Domet je od 100 - 4000 metara, a namijenjena je gađanju tenkova s ERA oklopom i niskoletećih helikoptera. Kina proizvodi 9M119 rakete pod licencom od ranih 1990-ih.
Sekundarno naoružanje sastoji se od 7,62 mm suspregnute strojnice, koja ima domet do 1500 m i brzinu paljbe 250 metaka u sekundi i 12,7 mm strojnice smještena na krovu kupole koja ima domet 2000 m.

### Oklop
Tijelo i kupola tenka izrađeni su od višeslojnog oklopa. Na svakoj strani kupole ugrađeni su po 6 Tip 84 bacača dimne zavjese. Tenk ima 3 člana posade. U prednjem lijevom dijelu nalazi se vozač, u srednji dio ugrađena je kupola, a u stražnji motor. Topnik se nalazi u lijevom, a zapovjednik u desnom dijelu kupole. Zapovjednik ima na raspolaganju 12.7 mm strojnicu koja se nalazi na krovu kupole. Na višeslojni oklop, radi dodatne zaštite od visoko eksplozivnih projektila (HEAT), može postaviti eksplozivno - reaktivni oklop (ERA). On se postavlja na prednji i bočni dio kupole i tijela tenka.

### Pokretljivost
Tip 96 pokreće vodom hlađeni Dieselov motor snage 1000 KS. Motor se može u potpunosti zamijeniti za 40 minuta. Tenk s ovim motorom postiže maksimalnih 65 km/h po dobrom putu.

## Verzije

### Tip 96G
Tip 96G prvi puta je prikazan 2006. godine. Namijenjen je izvozu, a najveća razlika u dizajnu je zašiljena prednja strana kupole i eksplozivno-reaktivni oklop koji je ugrađen na sve Tip 96G tenkove. Kao aktivna zaštita postavljen je sustav zaštite sličan ruskom Štora-1, koji je ugrađen na ruske tenkove T-80 i T-90 te ukrajinski T-84. On pomaže u obrani tenka od vođenih protuoklopnih raketa. Poboljšan je i sustav upravljanja paljbom (SUP) koji se sastoji od laserskog daljinomjera, balističkog računala, razne optike i termovizije koja mu omogućava da djeluje noću i u svim vremenskim uvjetima. Na temelju njega je napravljen Tip 99.

## Korisnici
- NR Kina - oko 1500 tenkova

## External links
- (en) Tip 88C MBT fotografije  Arhivirana inačica izvorne stranice od 17. studenoga 2010. (Wayback Machine) - China-Defense.com
- (en) Tip 80/88 MBT - GlobalSecurity.org
- (en) Tip 96 MBT - GlobalSecurity.org
- (en) Tip 88 MBT - Chinese Defense Today
- (en) Tip 96 MBT - Chinese Defence Today